# UNC Wilmington Seahawks

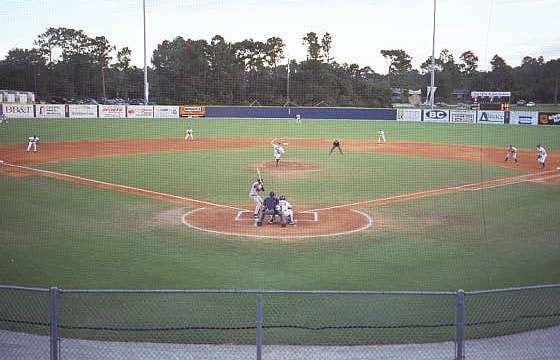
Brooks Field.

UNC Wilmington Seahawks (en español: Halcones marinos de la Universidad de Carolina del Norte en Wilmington) es el nombre que reciben los equipos deportivos de la Universidad de Carolina del Norte en Wilmington, situada en Wilmington, Carolina del Norte. Los equipos de los Seahawks participan en las competiciones universitarias organizadas por la NCAA, y forman parte de la Colonial Athletic Association, de la cual son miembros de pleno derecho desde su creación en 1983.

## Apodo y mascota

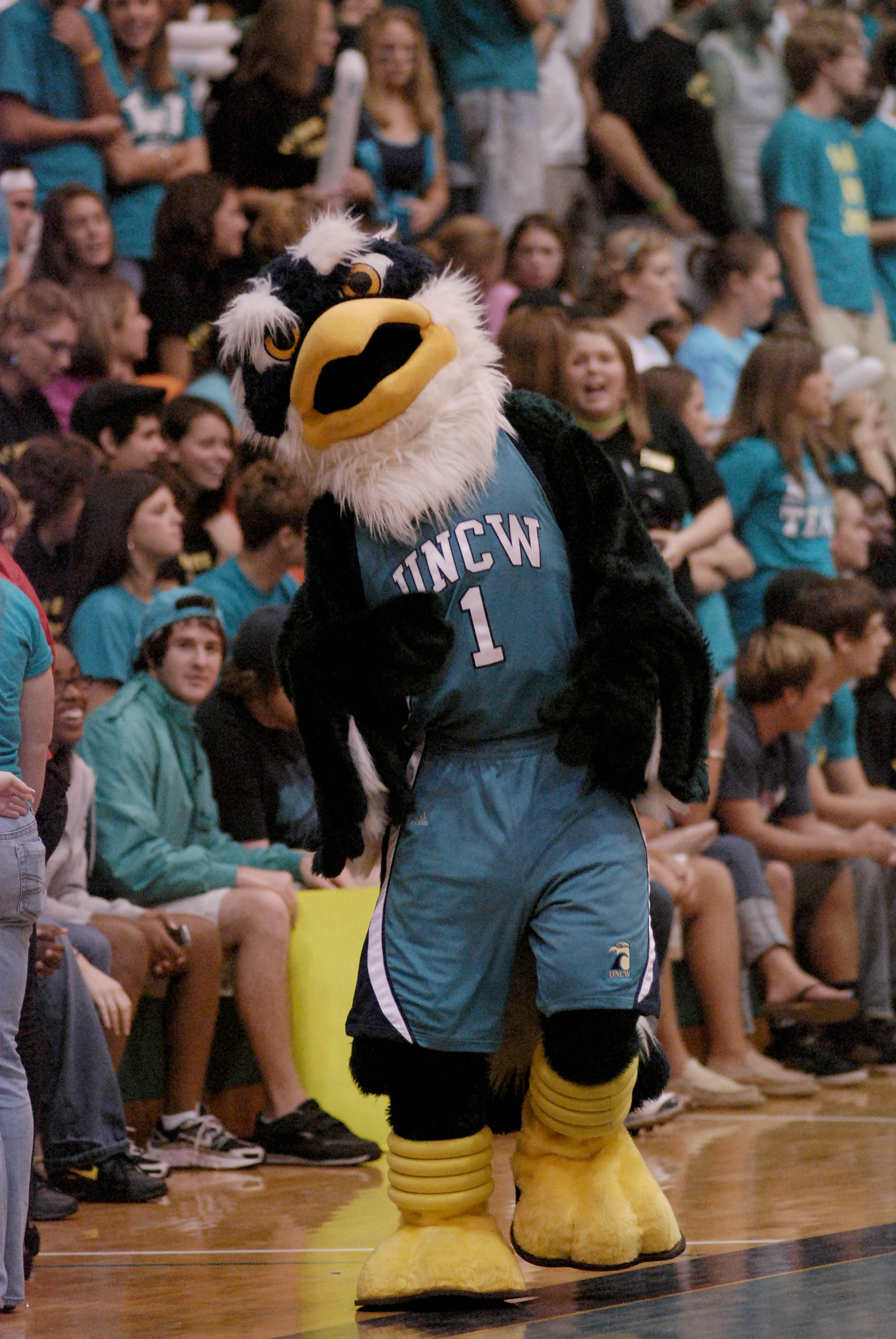
Sammy C. Hawk, la mascota del equipo.

El apodo de la universidad es el de Seahawks (en español, Halcones marinos), y su mascota se llama Sammy C. Hawk.

## Programa deportivo
Los Seahawks participan en las siguientes modalidades deportivas:
| - Masculino - Baloncesto - Béisbol - Fútbol - Tenis - Golf - Natación y Salto - Atletismo - Atletismo cubierta - Campo a través | - Femenino - Baloncesto - Voleibol - Softball - Natación y Salto - Fútbol - Atletismo - Atletismo cubierta - Voleibol - Campo a través - Golf - Voleibol de playa |

### Baloncesto
El equipo de baloncesto masculino ha conseguido 4 títulos de conferencia, lográndose clasificar en 2002 para el Torneo de la NCAA, donde llegaron a treintaydosavos de final. A lo largo de su historia sólo dos jugadores salidos de sus equipos han llegado a jugar en la NBA, Matt Fish y Brian Rowsom.
El prestigioso entrenador de la NCAA John Calipari también jugó para los Seahawks.

## Instalaciones deportivas
- Trask Coliseum es el pabellón donde disputan sus partidos los equipos de baloncesto. Fue inaugurado en 1977 y cuenta con una capacidad para 6.100 espectadores. En 1995 fue la sede de una de las semifinales de la Fed Cup de tenis femenino entre Estados Unidos y Francia.[4]

- Brooks Field es el estadio donde se disputa el béisbol. Tiene una capacidad para 3.000 espectadores, y su nombre es en honor al antiguo director deportivo de la universidad, William J. Brooks.[5]

- UNCW Soccer Stadium es el estadio donde se disputa el fútbol masculino y femenino. tiene una capacidad para 3.000 espectadores sentados.[6]